# Фонд местного сообщества
Фонд местного сообщества (сокр. ФМС, Community foundation) — благотворительный фонд, работающий на конкретной территории (в городе, области, крае) и аккумулирующий местные благотворительные средства предпринимателей, частных жертвователей-граждан, административные и финансовые ресурсы муниципалитетов. Эти ресурсы фонд распределяет на конкурсной основе среди некоммерческих общественных и муниципальных организаций региона, инициативных групп граждан и оказывает финансовую поддержку их проектов. Финансируемые фондом программы не могут быть направлены на достижение коммерческого результата. Они должны решать проблемы жителей в сфере культуры, образования, спорта, гражданских инициатив, социальной сфере. Другими словами, фонд объединяет ресурсы и идеи.
Фонд местного сообщества ставит перед собой цель объединить жителей небольшой территории (местного сообщества) и привлечь их к активным действиям по решению их собственных проблем, достижению необходимых им задач. Ещё одна задача фондов в России — развитие благотворительности в регионе. В мире эта технология существует давно и работает во многом благодаря хорошо развитым традициям благотворительности. Для российских фондов развитие этих традиций — одна из ключевых задач.
ФМС — это своеобразная социальная копилка сообщества: копилка финансов, социальных проектов, идей, общественных и административных ресурсов попечителей, трудовых ресурсов волонтёров. И управляется эта копилка самим сообществом на основе паритетного представительства в органах управления фонда бизнеса, власти и общественности совершенно открыто, прозрачно, не ангажированно какой-либо одной стороной или личностью. При этом у дверей предпринимателей не выстраиваются очереди просителей, и их не заваливают письмами о помощи. Местные НКО и муниципальные учреждения знают, что отныне просить деньги и отнимать время у деловых людей некорректно. Надо научиться оформлять свои идеи в виде социального проекта и на общих основаниях участвовать в регулярном общегородском (общерегиональном) грантовом конкурсе.
Приоритетные темы для грантового финансирования вырабатывает само местное сообщество. Процедуры отбора проектов для выделения грантов понятны, открыты. Грантовый комитет выносит свои решения объективно, на основании качества и актуальности представленных проектов, учитывая мнение местных экспертов.
В результате создания ФМС происходит качественный скачок в жизни сообщества. С одной стороны, формируется постоянный местный источник финансирования социальных проектов НКО и муниципальных учреждений. С другой стороны, руководителям последних приходится серьёзно учиться самим и повышать уровень подготовки своих кадров для более эффективного планирования, защиты и реализации социальных проектов. Только в этом случае профессионалы третьего сектора смогут регулярно получать от сообщества средства на реализацию своих проектных предложений. Кроме того, когда представители бизнеса, власти и общественности садятся за стол переговоров для определения приоритетных социальных проблем и отбора лучших проектов НКО — стороны начинают лучше понимать друг друга и вырабатывать механизмы реального сотрудничества, направленного на качественное улучшение жизни местного сообщества.

## История
Первый фонд местного сообщества появился в 1914 году в г. Кливленде (штат Огайо, США) Cleveland Foundation.
В России фонды местных сообществ создаются и работают по модели принципиально такой же, как и во всем мире, но, естественно, имеют несколько особенностей, составляющих особую модель российских ФМС.
К началу 2011 года в России насчитывается 27 фондов местных сообществ, которые работают как в малых городах, так и в областных центрах. Постоянно появляются новые инициативные группы по созданию ФМС, которые поддерживаются Партнёрством фондов местных сообществ а также фондом КАФ.

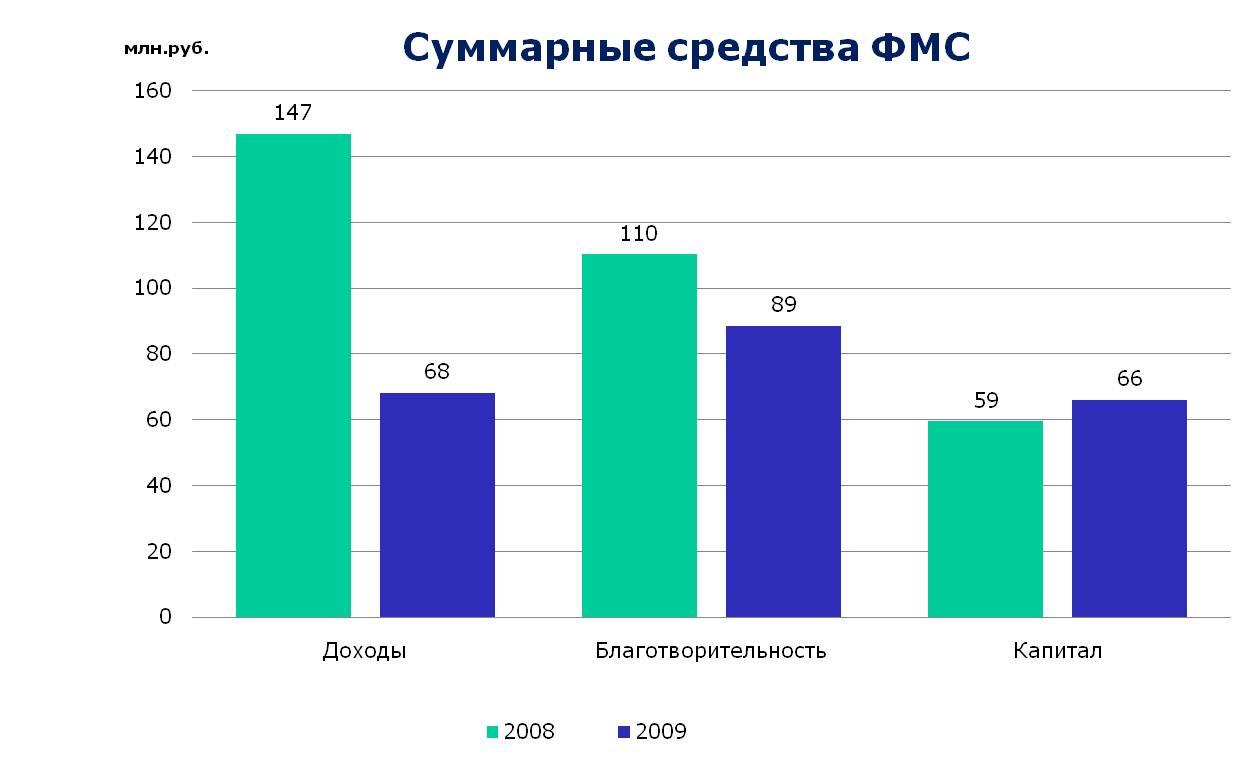
Суммарные средства ФМС

На сегодняшний день все большее значение принимает растущая взаимосвязь между фондами уже на мировом уровне для решения проблем глобального характера. ФМС превратились в нечто большее, чем просто формы местной благотворительной организации и фактически сформировали международную структуру филантропии, которая в силах решить любые проблемы.
ФМС в России - это некоммерческая организация, которая:
- имеет статус юридического лица;
- привлекает местные финансовые средства;
- создает капитал, минимальный размер которого определяется ежегодно Координационным Советом Партнерства;
- поддерживает социальную деятельность на своей территории преимущественно через выдачу целевых благотворительных пожертвований на конкурсной основе с определенной периодичностью, а также через консультирование и иную помощь;
- занимается развитием филантропии, проводит постоянный мониторинг нужд и запросов местных жителей на своей территории и учитывает их в своей деятельности;
- полностью независима от других организаций и способна оказывать поддержку местному сообществу на основе независимой оценки;
- органы управления которой состоят из людей, представляющих три сектора общества, вовлекают в экспертный совет и другую деятельность фонда широкий круг жителей;
- Ежегодно публикует годовой отчет и информацию о своей деятельности;
- в своей работе использует ясные и четкие принципы управления, открытость, равные возможности.

## Инструменты ФМС
- Грантовый фонд — средства формируются из большого количества пожертвований (частные, корпоративные, бюджетные) и используются для проведения общих конкурсов грантов для местных некоммерческих организаций.
- Именные фонды частных лиц или компаний — в основном направлены на поддержку определенной программы, выбранной самим благотворителем.
- Семейные фонды — созданы для увековечивания фамилии благотворителя, передаются из поколения в поколение.
- Тематические фонды или программы — собираются фондом для конкретной задачи. «Темой» может стать определенная актуальная для местного сообщества проблема, например связанная с экологией, но только в конкретном выражении — расчистка городского парка, приведение в надлежащий вид центральной площади и т.п.
- Стипендиальные программы — предназначены для вузов, средних специальных заведений и школ. Такие программы особенно актуальны для производственных предприятий, ощущающих острую нехватку рабочей силы и таким образом продвигающих свои компании в молодежной среде.
- Организация программ пожертвований сотрудников — проводятся на местных предприятиях для сбора средств на определенные цели, выбираемые самими сотрудниками. ФМС отвечает за сбор отчетности и мониторинг некоммерческих организаций и берет на себя полную финансовую ответственность.
- Организация благотворительных балов, акций, спектаклей, концертов — проводятся для интеграции связей между людьми, участвующими в работе фонда, а также для сбора средств на будущие программы.